# La Neuville
Pour les articles homonymes, voir Neuville.
La Neuville est une commune française située dans le département du Nord (59), en région Hauts-de-France.

## Géographie
La Neuville est situé entre la forêt de Phalempin et le bois des 5 tailles (site ornithologique),
à 15 km au sud de Lille, dans le Carembault en Flandre romane.

### Communes limitrophes
| Phalempin |             | Attiches |
|           | La Neuville |          |
| Wahagnies | Thumeries   |          |

### Hydrographie

#### Réseau hydrographique
La commune est située dans le bassin Artois-Picardie. Elle est drainée par la Marque,.
La Marque, d'une longueur de 32 km, prend sa source dans la commune de Thumeries et se jette  dans le canal de Roubaix à Wasquehal, après avoir traversé 25 communes. 

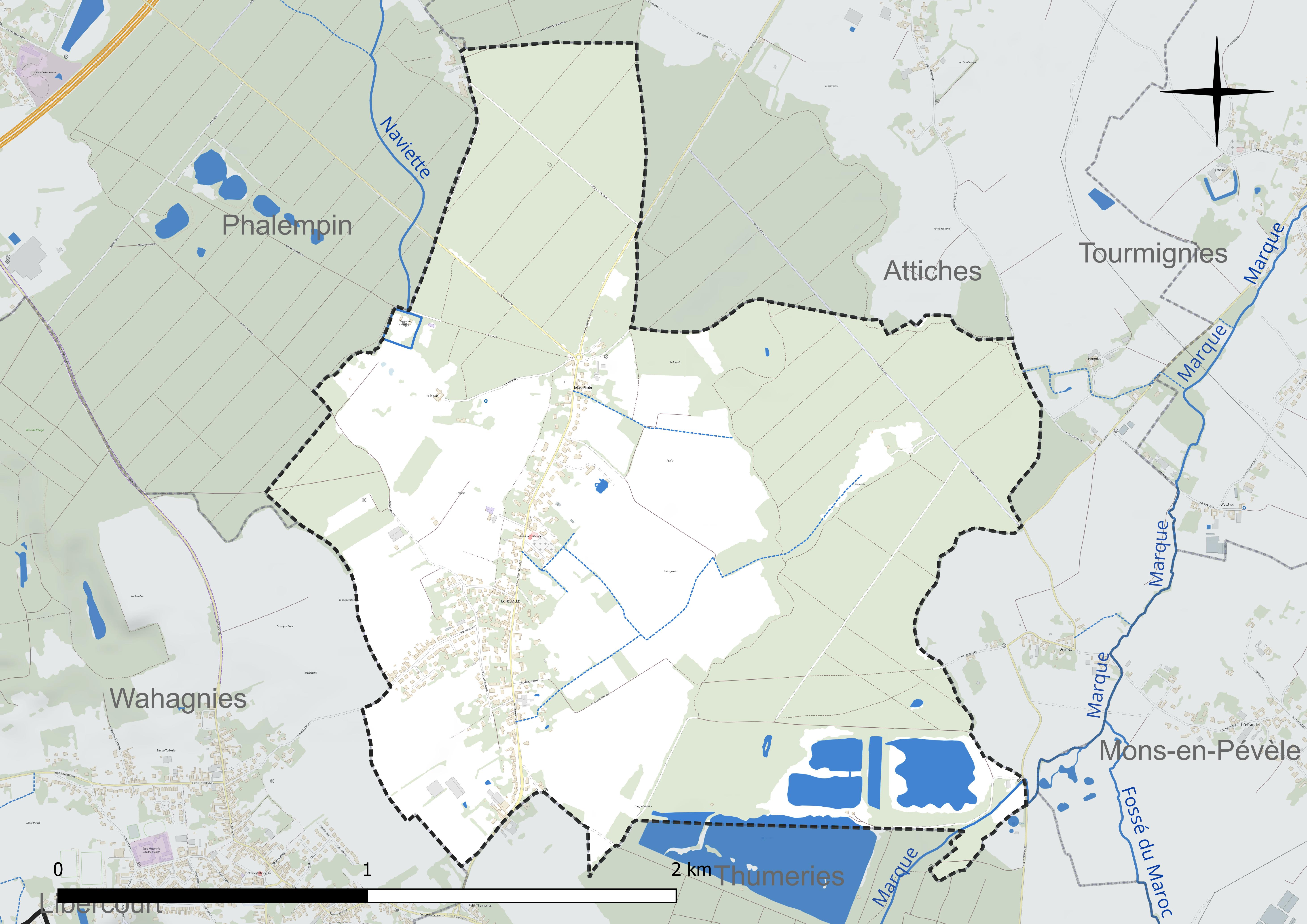
Réseau hydrographique de la Neuville.

#### Gestion et qualité des eaux
Le territoire communal est couvert par le schéma d'aménagement et de gestion des eaux (SAGE) « Marque Deûle ». Ce document de planification concerne un territoire de 1 120 km2 de superficie, délimité par les bassins versants de la Marque et de la Deûle, formant une vaste cuvette sédimentaire de 40 km de long et de 25 km de large, où la pente est très faible. Le périmètre a été arrêté le 2 décembre 2005 et le SAGE proprement dit a été approuvé le 9 mars 2020. La structure porteuse de l'élaboration et de la mise en œuvre est la Métropole européenne de Lille. 
La qualité des cours d'eau peut être consultée sur un site spécial géré par les agences de l'eau et l'Agence française pour la biodiversité. 

### Climat
Pour des articles plus généraux, voir Climat des Hauts-de-France et Climat du Nord.
En 2010, le climat de la commune est de type climat océanique dégradé des plaines du Centre et du Nord, selon une étude du CNRS s'appuyant sur une série de données couvrant la période 1971-2000. En 2020, Météo-France publie une typologie des climats de la France métropolitaine dans laquelle la commune est exposée à un climat océanique et est dans la région climatique  Nord-est du bassin Parisien, caractérisée par un ensoleillement médiocre, une pluviométrie moyenne régulièrement répartie au cours de l'année et un hiver froid (3 °C). 
Pour la période 1971-2000, la température annuelle moyenne est de 10,5 °C, avec une amplitude thermique annuelle de 14,4 °C. Le cumul annuel moyen de précipitations est de 702 mm, avec 12,1 jours de précipitations en janvier et 9,2 jours en juillet. Pour la période 1991-2020, la température moyenne annuelle observée sur la station météorologique la plus proche, située sur la commune de Cappelle-en-Pévèle à 9 km à vol d'oiseau, est de 11,1 °C et le cumul annuel moyen de précipitations est de 736,6 mm,. Pour l'avenir, les paramètres climatiques de la commune estimés pour 2050 selon différents scénarios d'émission de gaz à effet de serre sont consultables sur un site spécial publié par Météo-France en novembre 2022.

## Urbanisme

### Typologie
Au 1er janvier 2024, La Neuville est catégorisée ceinture urbaine, selon la nouvelle grille communale de densité à sept niveaux définie par l'Insee en 2022.
Elle est située hors unité urbaine. Par ailleurs la commune fait partie de l'aire d'attraction de Lille (partie française), dont elle est une commune de la couronne,. Cette aire, qui regroupe 201 communes, est catégorisée dans les aires de 700 000 habitants ou plus (hors Paris),.

### Occupation des sols
L'occupation des sols de la commune, telle qu'elle ressort de la base de données européenne d'occupation biophysique des sols Corine Land Cover (CLC), est marquée par l'importance des forêts et milieux semi-naturels (49,1 % en 2018), en augmentation par rapport à 1990 (44,9 %). La répartition détaillée en 2018 est la suivante : 
forêts (49,1 %), terres arables (25,8 %), zones agricoles hétérogènes (10,2 %), zones urbanisées (10 %), eaux continentales (4,9 %). L'évolution de l'occupation des sols de la commune et de ses infrastructures peut être observée sur les différentes représentations cartographiques du territoire : la carte de Cassini (XVIIIe siècle), la carte d'état-major (1820-1866) et les cartes ou photos aériennes de l'IGN pour la période actuelle (1950 à aujourd'hui).

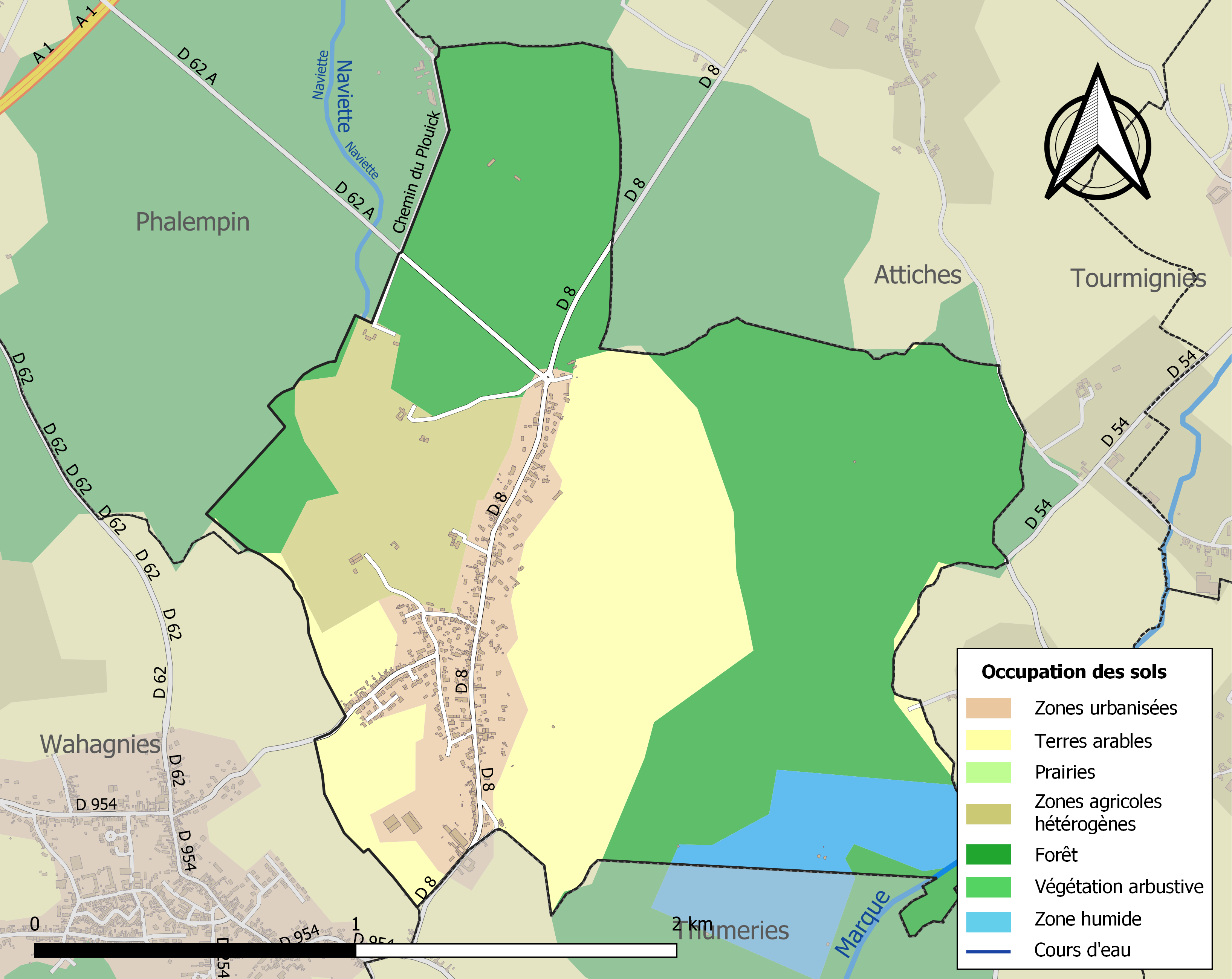
Carte des infrastructures et de l'occupation des sols de la commune en 2018 (CLC).

## Toponymie
Noms anciens : La Noefville en 1330, cartulaire de l'abbaye de Flines.

## Histoire
La Neuville était un hameau de Phalempin, qui avait une coutume locale et particulière et des privilèges d'après lesquels les terres ne devaient ni relief, ni droit seigneurial à la mort, vente, don et transport. Les habitants de La Neuville ont défendu, à trois reprises, en 1646, le château du Plouick du pillage des Lorrains.

### La Paroisse de La Neuville-lez-Phalempin
La Neuville n'a jamais été paroisse au Moyen Âge. C'était une dépendance de la paroisse de Phalempin. En mars 1336, n. s., Guyotte, dame de Ligny et châtelaine de Lille, fonda et dota une chapelle en l'honneur de sainte Catherine "en cette ville de La Neuville séant dedans le pourpris de la paroisse de Phalempin". C'est dans cette chapelle toutefois que les habitants de la Neuville assistèrent à la messe. Sur le plan civil, La Neuville possédait une échevinage propre et avait ses coutumes locales particulières. Cf. Le Groux, La Flandre gallicane, IIe partie, non paginé, bibl. Lille ms.731; Th. Leuridan, Les châtelains de Lille, pp 66 et 282

## Politique et administration
Maire de 1802 à 1807 : P. A. Cogez,.

Maire en 1881 : Bernert.
| Période                                  | Période      | Identité            | Étiquette | Qualité        |
| ---------------------------------------- | ------------ | ------------------- | --------- | -------------- |
| 1992                                     | Octobre 2015 | Bernard Cortequisse |           | Démissionnaire |
| Octobre 2015                             | En cours     | Thierry Depoortere  |           |                |
| Les données manquantes sont à compléter. |              |                     |           |                |

## Population et société

### Démographie

#### Évolution démographique
L'évolution du nombre d'habitants est connue à travers les recensements de la population effectués dans la commune depuis 1793. Pour les communes de moins de 10 000 habitants, une enquête de recensement portant sur toute la population est réalisée tous les cinq ans, les populations de référence des années intermédiaires étant quant à elles estimées par interpolation ou extrapolation. Pour la commune, le premier recensement exhaustif entrant dans le cadre du nouveau dispositif a été réalisé en 2007.

En 2022, la commune comptait 606 habitants, en évolution de −7,34 % par rapport à 2016 (Nord : +0,51 %, France hors Mayotte : +2,11 %).
| 1793 | 1800 | 1806 | 1821 | 1831 | 1836 | 1841 | 1846 | 1851 |
| ---- | ---- | ---- | ---- | ---- | ---- | ---- | ---- | ---- |
| 337  | 338  | 353  | 362  | 375  | 403  | 408  | 401  | 383  |

| 1856 | 1861 | 1866 | 1872 | 1876 | 1881 | 1886 | 1891 | 1896 |
| ---- | ---- | ---- | ---- | ---- | ---- | ---- | ---- | ---- |
| 385  | 388  | 385  | 385  | 381  | 380  | 378  | 365  | 330  |

| 1901 | 1906 | 1911 | 1921 | 1926 | 1931 | 1936 | 1946 | 1954 |
| ---- | ---- | ---- | ---- | ---- | ---- | ---- | ---- | ---- |
| 320  | 310  | 316  | 320  | 330  | 311  | 322  | 338  | 355  |

| 1962 | 1968 | 1975 | 1982 | 1990 | 1999 | 2006 | 2007 | 2012 |
| ---- | ---- | ---- | ---- | ---- | ---- | ---- | ---- | ---- |
| 379  | 459  | 501  | 513  | 588  | 639  | 680  | 686  | 664  |

| 2017 | 2022 | - | - | - | - | - | - | - |
| ---- | ---- | - | - | - | - | - | - | - |
| 646  | 606  | - | - | - | - | - | - | - |

#### Pyramide des âges
En 2018, le taux de personnes d'un âge inférieur à 30 ans s'élève à 28,1 %, soit en dessous de la moyenne départementale (39,5 %). À l'inverse, le taux de personnes d'âge supérieur à 60 ans est de 30,3 % la même année, alors qu'il est de 22,5 % au niveau départemental.
En 2018, la commune comptait 313 hommes pour 331 femmes, soit un taux de 51,4 % de femmes, légèrement inférieur au taux départemental (51,77 %).
Les pyramides des âges de la commune et du département s'établissent comme suit.
| Hommes | Classe d’âge | Femmes |
| ------ | ------------ | ------ |
| 1,3    | 90 ou +      | 0,9    |
| 7,5    | 75-89 ans    | 13,9   |
| 18,5   | 60-74 ans    | 18,4   |
| 28,1   | 45-59 ans    | 25,1   |
| 14,5   | 30-44 ans    | 15,4   |
| 13,6   | 15-29 ans    | 11,9   |
| 16,6   | 0-14 ans     | 14,4   |

| Hommes | Classe d’âge | Femmes |
| ------ | ------------ | ------ |
| 0,5    | 90 ou +      | 1,4    |
| 5,3    | 75-89 ans    | 8,1    |
| 14,8   | 60-74 ans    | 16,2   |
| 19,1   | 45-59 ans    | 18,4   |
| 19,5   | 30-44 ans    | 18,7   |
| 20,7   | 15-29 ans    | 19,1   |
| 20,2   | 0-14 ans     | 18     |

## Lieux et monuments
- Le château de l'Ermitage
- Parcours aventure d'accrobranche Chloro Fil.
- Église Saint-Blaise, construite vers 1869 par Charles Leroy, célèbre architecte de la cathédrale de Lille. Largement transformée depuis.
- Plusieurs oratoires

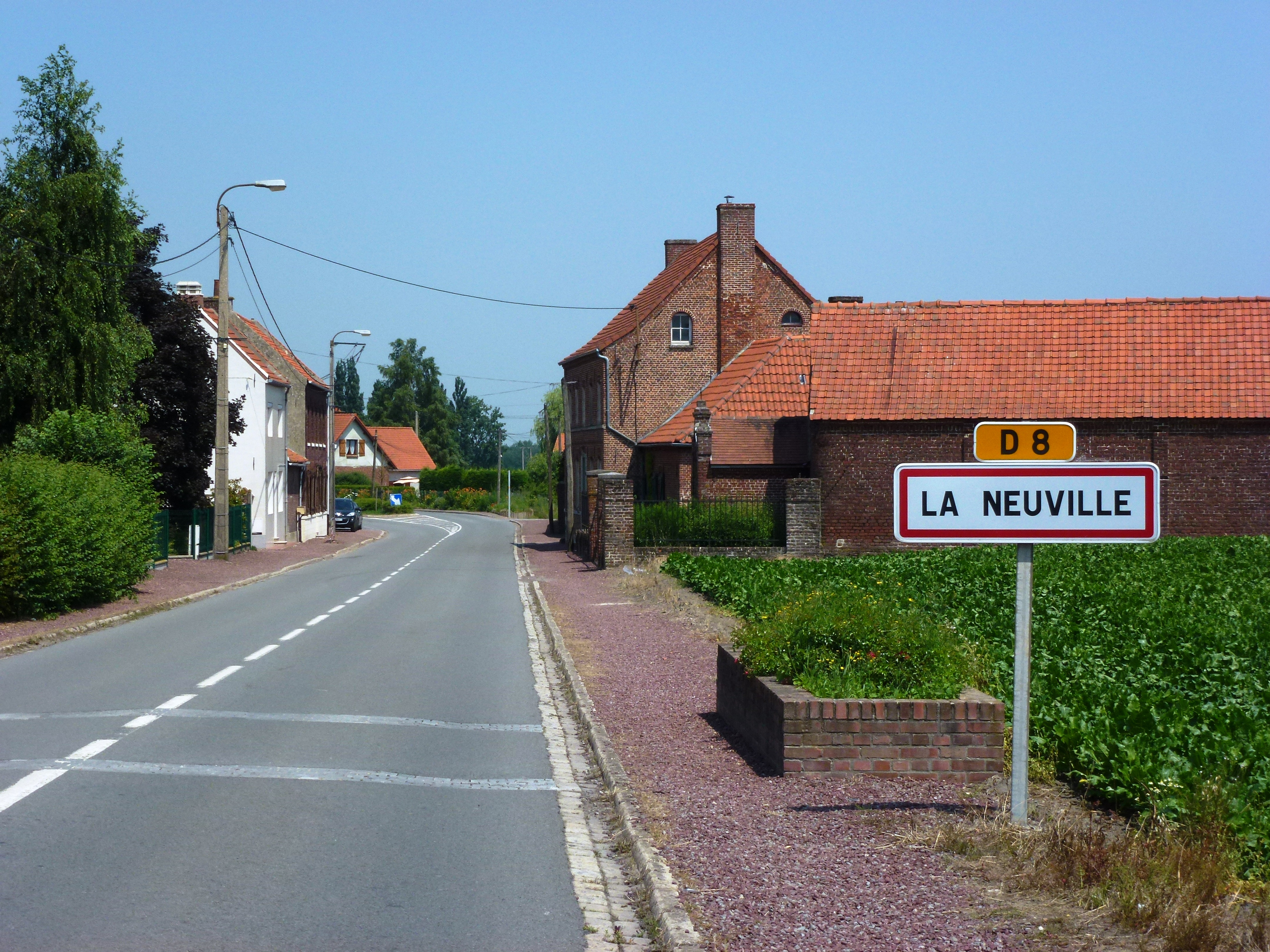
Entrée de La Neuville
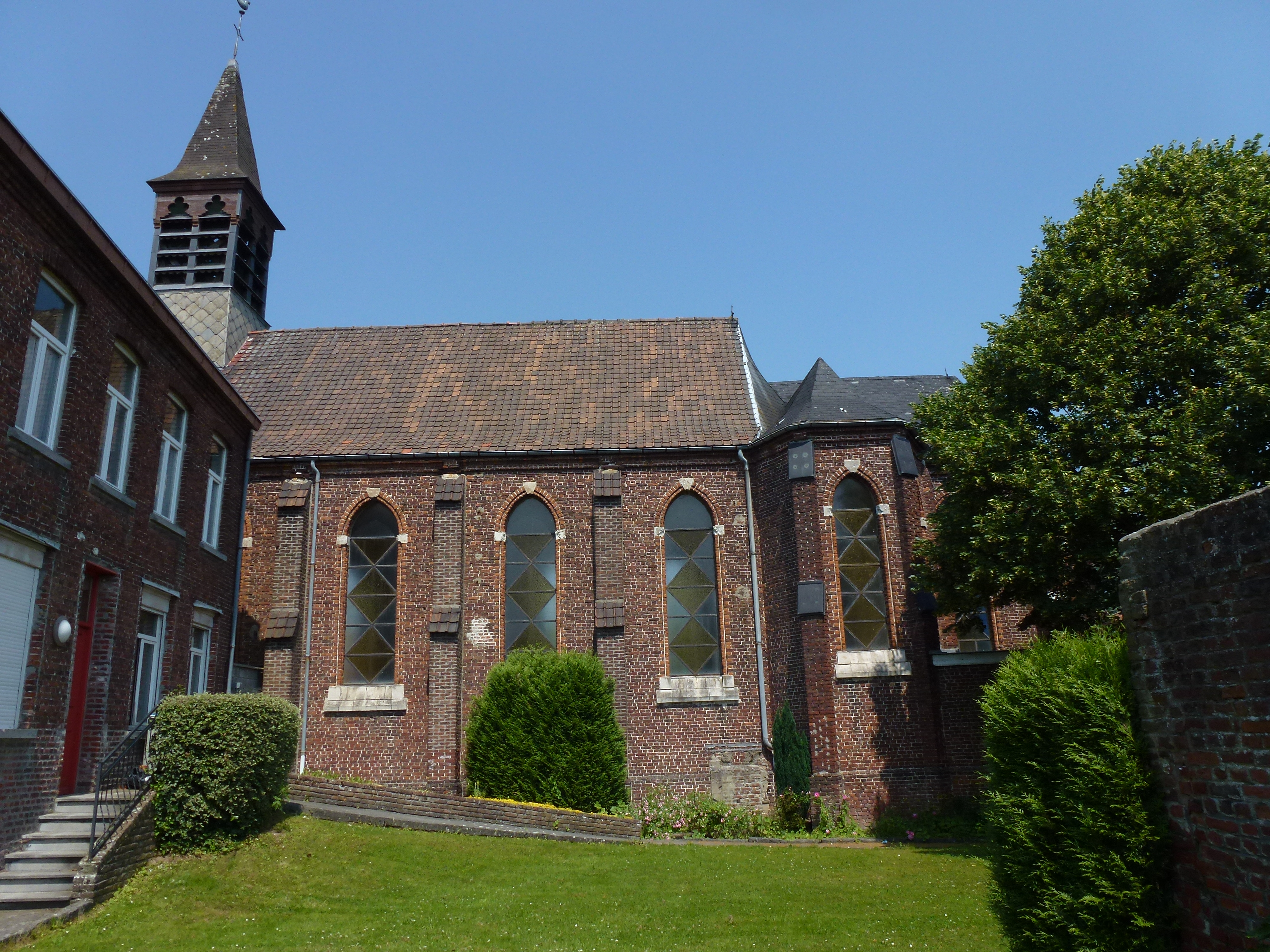
Église Saint-Blaise
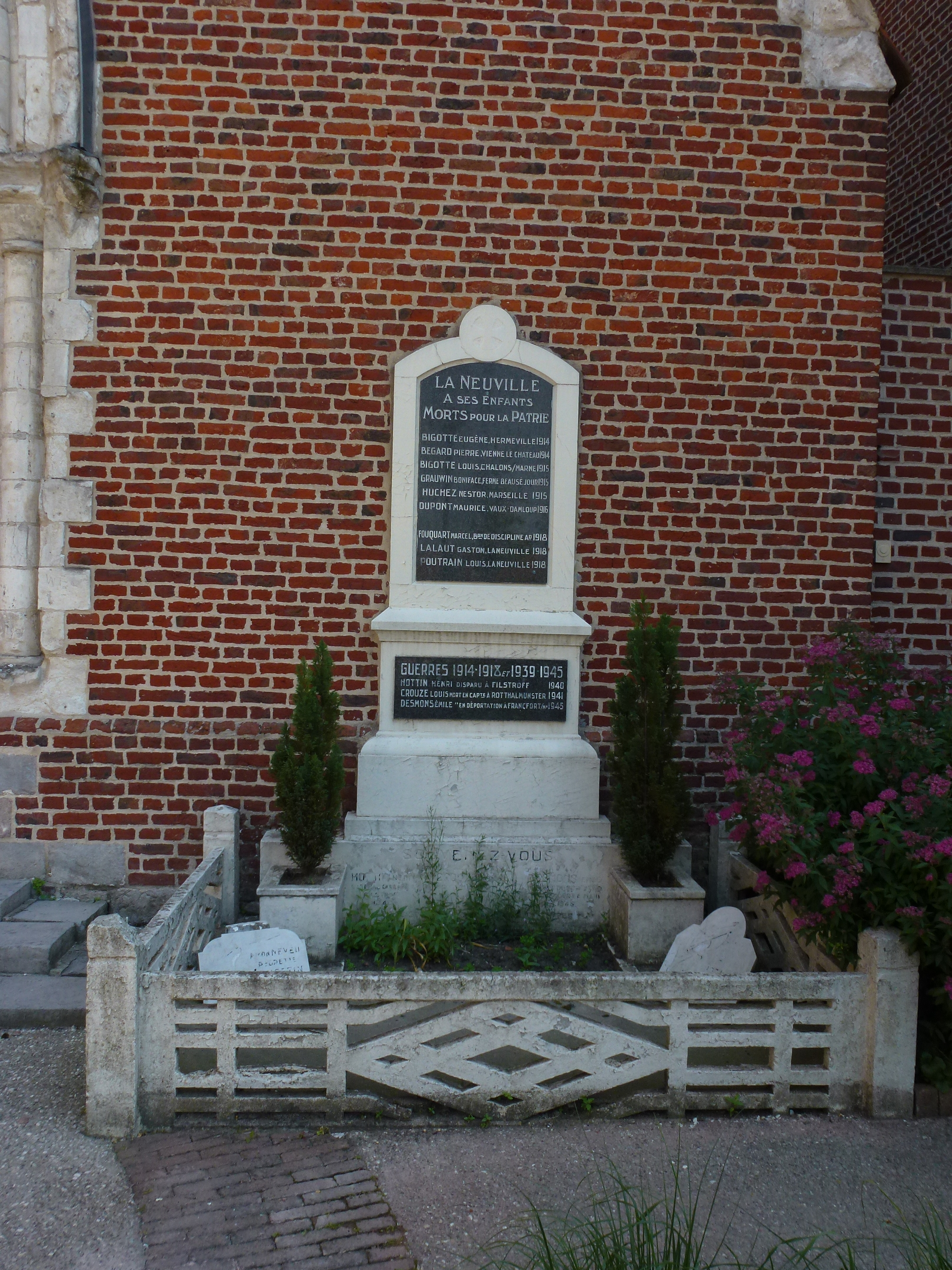
Monument aux morts
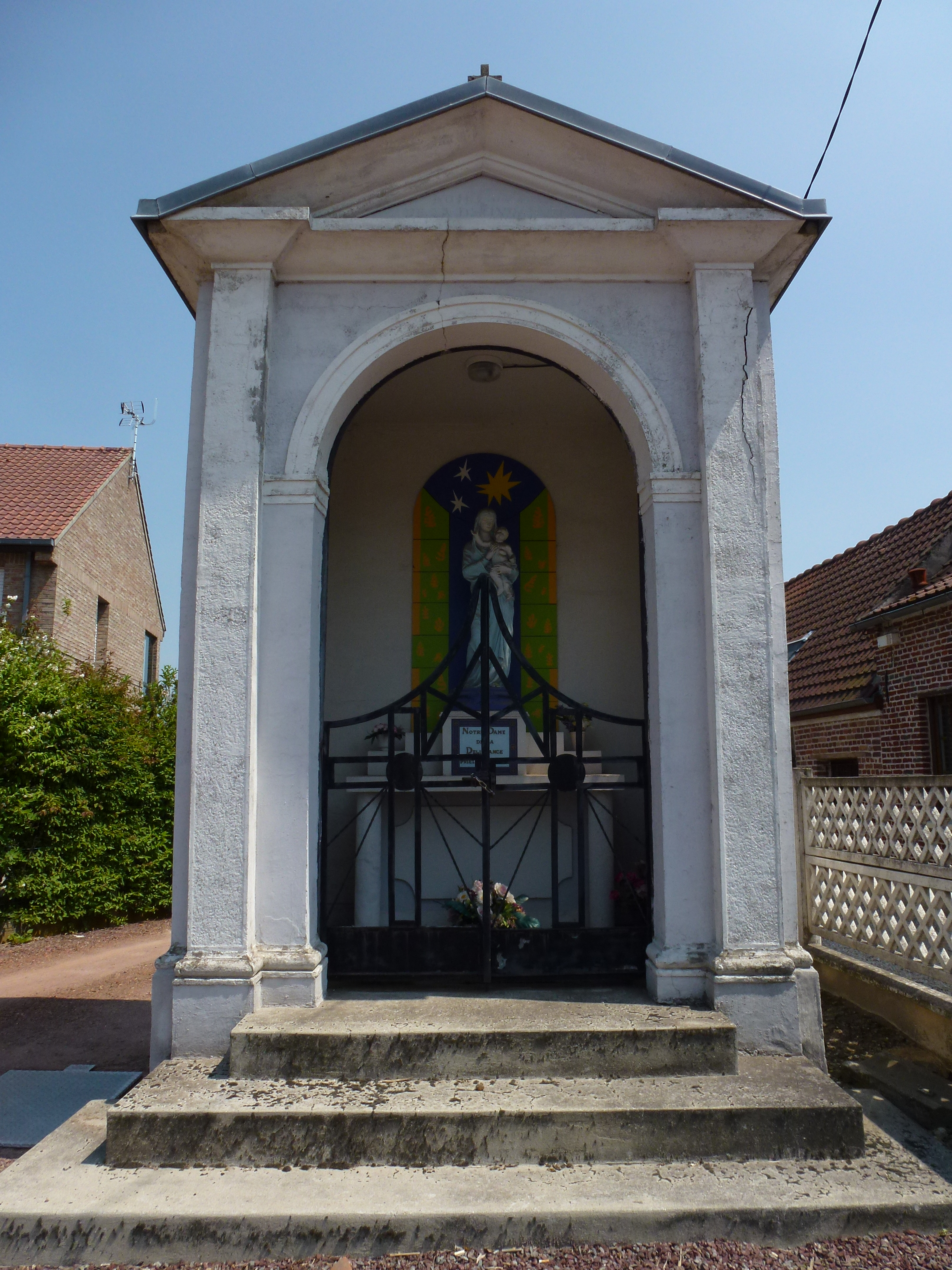
Oratoire N.D. de la Délivrance
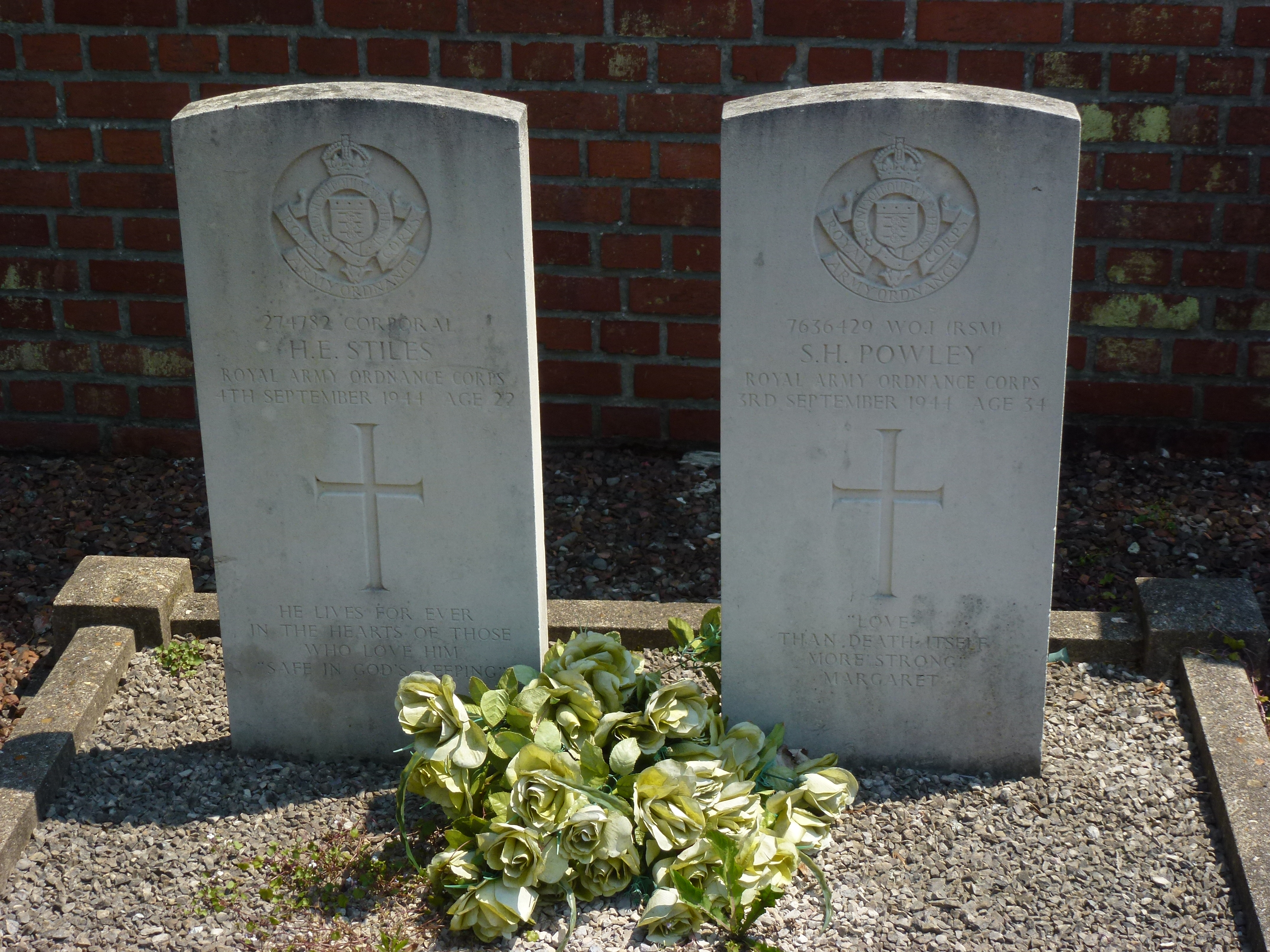
Tombes de guerre de la Commonwealth War Graves Commission

## Personnalités liées à la commune
. Pierre Legrain (1920-2005), né à La Neuville, athlète international français, quatre fois champion de France du lancer du marteau.

## Héraldique
|  | Les armes de La Neuville se blasonnent ainsi : De gueules au chef d'or. |

## Pour approfondir